# أحمد النخلي
أحمد حسين النخلي، لاعب كرة قدم سعودي، يلعب في الظهير الأيسر في نادي الحزم.

## مسيرة اللاعب
بدأ في الفئات العمرية في النادي الأهلي وصعد للفريق الأول في صيف 2020. كان احتياطياً في مباراة الفيصلي. وأعير إلى نادي الخلود في عام 2023 وانتقل إلى نادي الحزم في عام 2024.